# John Tory
John Howard Tory (n. Toronto, Ontario, Canadá, 28 de mayo de 1954) es un político canadiense. Desde el 1 de diciembre de 2014 hasta el 17 de febrero de 2023 fue el alcalde de Toronto.